# Chengguan, Hezheng
Chengguan (kinesiska: 城关) är en köping i nordvästra Kina. Den ligger i Hezheng härad i den autonoma prefekturen Linxia för hui-folket i provinsen Gansu, omkring 78 kilometer sydväst om provinshuvudstaden Lanzhou.